# Cymothoe beckeri
Cymothoe beckeri is een vlinder uit de onderfamilie Limenitidinae van de familie Nymphalidae. De wetenschappelijke naam van de soort is voor het eerst geldig gepubliceerd in 1852 door Gottlieb August Wilhelm Herrich-Schäffer.